# Dickie Roberts: Former Child Star
Dickie Roberts: Former Child Star is een Amerikaanse film uit 2003. De films werd geregisseerd door Sam Weisman.

## Verhaal
Dickie Roberts was in de jaren 70 een beroemde kindster, maar naarmate hij volwassener werd, werd hij ook minder geliefd. Als hij volwassen wordt, wordt hij ontslagen. Als hij rond de 35 is, probeert hij weer beroemd te worden. Hij kan een rol krijgen, maar daarvoor moet hij wel 'kinds' genoeg zijn. Daarvoor laat hij zich adopteren in een familie die niet echt voorbereid is op zijn komst.

## Rolverdeling
| Acteur         | Personage      |
| -------------- | -------------- |
| David Spade    | Dickie Roberts |
| Mary McCormack | Grace Finney   |
| Jon Lovitz     | Sidney Wernick |
| Craig Bierko   | George Finney  |
| Scott Terra    | Sam Finney     |
| Jenna Boyd     | Sally Finney   |
| Alyssa Milano  | Cyndi          |
| Doris Roberts  | Peggy Roberts  |
| Ambyr Childers | Barbie         |

## Trivia
- De meeste acteurs in deze film zijn ook voormalige kindsterren (Alyssa Milano, Dustin Diamond, Corey Feldman).
- Het rapliedje dat Sally zingt, heeft Jenna Boyd zelf bedacht.
- Scott Terra kreeg een prijs voor zijn rol in de film.